# 栃木ニコン
株式会社栃木ニコン（とちぎニコン）は、栃木県大田原市にある、ニコンの子会社である。

## 製品

### レンズ
- 高性能産業用レンズ Nikon Rayfact 25mm F1.4
- 高性能産業用レンズ Nikon Rayfact 80mm F4
- 低倍率産業用レンズ Nikon Rayfact IL 40mm F4 / 50mm F2.8 / 63mm F2.8
- ラインセンサ用高性能レンズ Nikon Rayfact VL
- ラインセンサ用高性能レンズ Nikon Rayfact 1倍(105mm F2.8)
- ラインセンサ用高性能レンズ Nikon Rayfact 2倍(95mm F2.8)
- ラインセンサ用高性能レンズ Nikon Rayfact 3.5倍
- ラインセンサ用高性能レンズ Nikon Rayfact 7倍
- 紫外線撮影用レンズ UV-105mm F4.5

### 干渉計
- 高精度干渉計 NI-060R

### その他
- 産業用（FA）レンズ
- 各種照明光学系
- プロジェクター投射レンズ
- その他結像光学系
- 球面レンズ
- 平面ガラス
- 各種蒸着薄膜
- 各種プリズム